# Тахири, Альбин
Альбин Тахири (алб. Albin Tahiri; род. 15 февраля 1989, Словень-Градец) — горнолыжник, представляющий Косово. В 2017 году стал первым спортсменом Косово на чемпионате мира по горнолыжному спорту. Представлял Косово в пяти горнолыжных дисциплинах на зимних Олимпийских играх 2018 года: слалом, гигантский слалом, супергигант, скоростной спуск и в комбинации.

## Биография
Альбин Тахири родился в Словении, его отец Вехби был албанцем, мать — словенкой. Он вырос в Словении, но решил представлять Косово с 2009. Вне спорта является стоматологом, закончил Университет Любляны.
Тахири владеет словенским, албанским, английским, хорватским и немецким языками. Среди своих увлечений отмечает водные виды спорта, шахматы, сквош, путешествия и пеший туризм.

## Карьера
Дебют Альбина Тахири в соревнованиях под эгидой FIS состоялся в 2004 году в Брессаноне.
Тахири занял второе место после Клемена Косит в 2008 году на национальном молодежном соревновании в Абетоне. По итогам сезона ему удалось несколько раз финишировать в десятке лучших на соревнованиях в Австрии. На чемпионате Словении 2009 года он занял девятое место в супер-гиганте. Он повторил этот результат на чемпионате Македонии в 2012 году. В январе 2010 года он показал свои лучшие международные результаты, когда занял второе место в гигантском слаломе, а на следующий день выиграл слалом .
23 января 2017 года Тахири дебютировал в Кубке Европы в супергиганте в Мерибеле и занял 81-е место. На соревнованиях, проводимых там же, он занял 47-е место в комбинации. В феврале Тахири участвовал в чемпионате мира по горнолыжному спорту в Санкт-Морице. После того, как Косово стало членом Международного олимпийского комитета в декабре 2014 года, Тахири стал первым лыжником, который представлял свою страну на чемпионате мира FIS, и одним из первых спортсменов в зимних видах спорта, участвовавших в международных соревнованиях в Косово. 4 марта он дебютировал на этапе Кубка мира в Краньска Гора.
Альбин Тахири — единственный спортсмен из Косово, который принял участие на зимних Олимпийских играх 2018 года в Пхёнчхане, которые прошли с 9 по 25 февраля 2018 года. Был флагоносцем своей страны на церемонии открытия. В Южной Корее Тахири занял 50-е место в скоростном спуске, 47-е в супергиганте, 56-е в гигантском слаломе, 39-е в слаломе и 37-е в комбинации.
В 2019 году Тахири принял участие на чемпионате мира в шведском Оре. В супергиганте косоварский спортсмен стал 45-м, в скоростном спуске — 55-м. В классическом и гигантском слаломе, соответственно, занял 61-е и 51-е места. В комбинации не сумел завершить соревнования.
В 2021 году на чемпионате мира в Кортина-д’Ампеццо принял участие в слаломных видах, заняв в классическом 32-е место и в гигантском 37-е.
В 2022 году Тахири принял участие на вторых для себя Олимпийских играх, которые прошли в феврале в Пекине. В скоростном спуске спортсмен занял 35-е место, в комбинации стал пятнадцатым, в гигантском слаломе — 30-м, в слаломе — 37-м.